# Brothers Union Dhaka
Brothers Union Dhaka jest klubem piłkarskim z Bangladeszu. Swoją siedzibę ma w stolicy kraju, Dhace. Gra na stadionie Bangabandhu National Stadium. Obecnie występuje w I lidze.
Klub swój największy sukces osiągnął w 2004 roku, kiedy to zdobył mistrzostwo Bangladeszu pokonując w finale zespół Muktijoddha Sangsad KS po konkursie rzutów karnych.

## Sukcesy
- Mistrzostwo Bangladeszu (1 raz): 2004